# 一リン化カルシウム
一リン化カルシウム（いちリンかカルシウム、羅: Calcium monophosphoratum, Calcii Monophosphidum）は無機化合物の一種であり化学式はCaP。単にリン化カルシウムと呼ばれる事もあるが、通常「リン化カルシウム」は化学式Ca3P2の二リン化三カルシウムを指す。両者は完全に異なる物質であり、CaPは黒色、Ca3P2は赤褐色である。一リン化カルシウムCaPは600°Cで分解し二リン化三カルシウムCa3P2となる。
3 CaP   →   Ca3P2  +  1/4 P4

## 構造と特性
CaPは過酸化ナトリウム（Na2O2）の構造と非常に類似している。この固体の構造は(Ca2+)2P24−或いは Ca2P2と表される。これはイオン性化合物であるため、その中の二つのリン化物イオンは負に帯電し、容易にプロトン化される。加水分解されると一リン化カルシウムはジホスフィン（P2H4）を放出する。
Ca2P2  +  4 H2O   →   2 Ca(OH)2  +  P2H4
一リン化カルシウムの反応により生じるジホスフィンが自然発火することを除けば、CaPは炭化カルシウム（CaC2）と加水分解反応が類似しており、よってCaPは空気から遠ざけねばならない。